# Выводковая почка

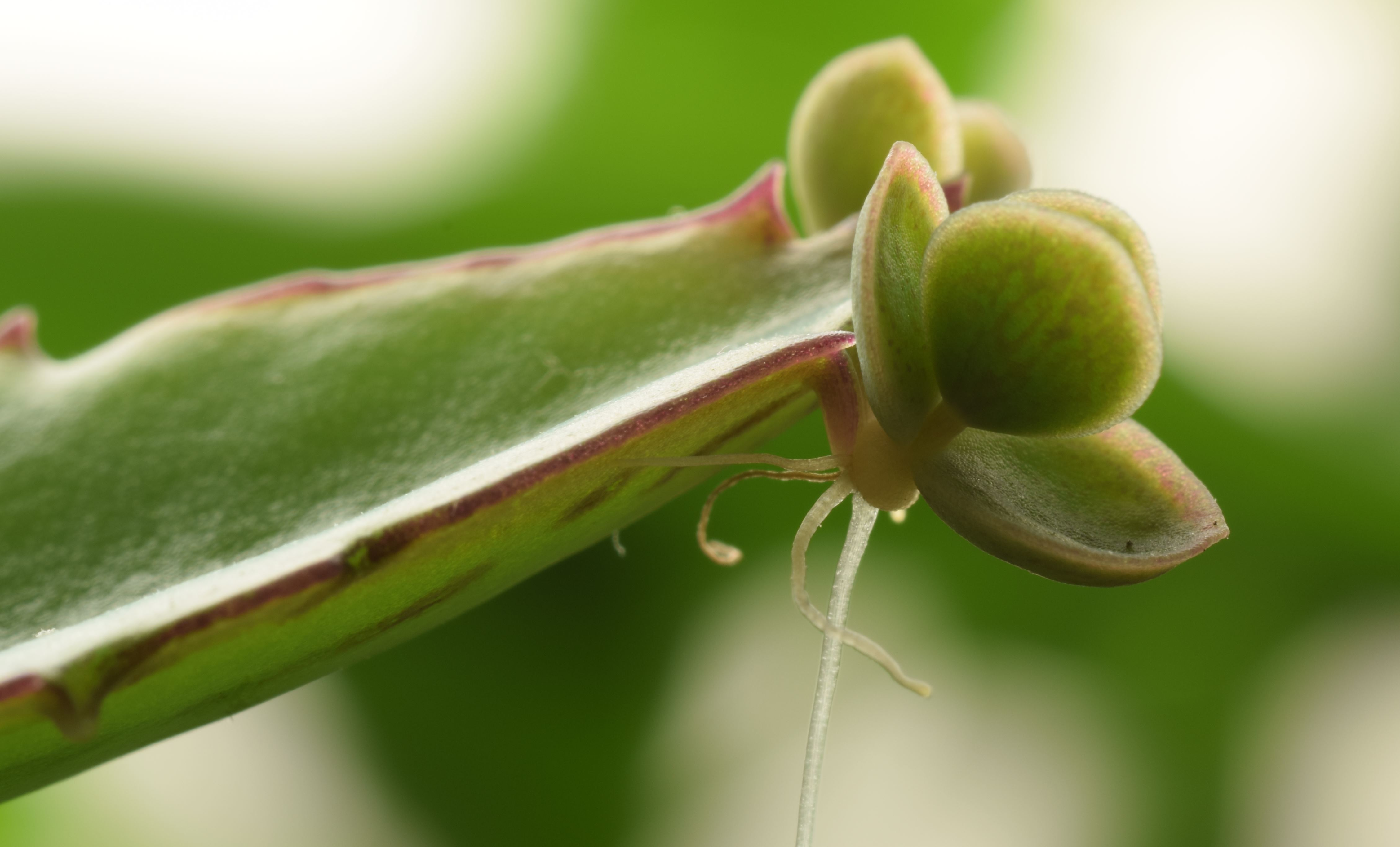
Выводковая почка каланхоэ Дегремона

Выводковая почка — у цветковых растений и папоротников — специализированные почки, которые опадают с взрослого растения и дают начало новым растениям.
Образуются в пазухах листьев (чистяк, лилия), на листьях по их краю (бриофиллум) или жилкам (папоротник Костенец морковнолистный).
У костенца корнелистного (Asplenium rhizophyllum L.), папоротника родом из Северной Америки, листья на концах хлыстовидно оттягиваются и, касаясь земли, быстро укореняются, давая жизнь новым растениям и завоёвывая таким образом новое пространство. Американцы не зря называют его англ. walking fern — «странствующий папоротник».
У псилота голого выводковыми почками называются группы клеток, расположенные на концах ризоидов и дающие начало новым растениям.
У слоевцовых растений (водоросли, печёночники) — одноклеточные или многоклеточные образования различной формы, приспособленные для вегетативного размножения.